# Hôpital André Mignot
Hôpital André Mignot je veřejná fakultní nemocnice v Le Chesnay.
Tato součást Centre Hospitalier de Versailles  a výukové nemocnice Univerzity Versailles Saint Quentin en Yvelines.
Byla založena v roce 1981.